# Nationalpflanze
Als Nationalpflanze wird ein botanisches Gewächs bezeichnet, welches sich ein Land als Nationalsymbol gewählt hat. Die Nationalpflanze hat wie das Nationaltier eine kulturhistorische Verbindung zu dem Land und wächst in der Vegetationszone, in dem das Land liegt. Meist werden Blumen als ästhetisch ansprechende Pflanzenart gewählt. 
Teilweise werden die Nationalpflanzen offiziell von der jeweiligen Regierung bestimmt. In den meisten Fällen sind bestimmte Pflanzen durch eine lange geschichtliche Tradition und eine weit verzweigte Mythologie tief im Bewusstsein der Menschen des jeweiligen Landes verwurzelt. Auch Landschaften werden als Naturgüter mit ihrer Eigenart als Symbol für ein Land gesehen, meist in ihrer kulturlandschaftlichen Ausprägung. 

## Beispiele
- Die Ukraine hat die Sonnenblume als Nationalpflanze.
- Costa Rica wählte 1939 Guarianthe skinneri als Nationalpflanze.
- Österreich sieht Enzian und Edelweiß als Nationalblumen an.
- Deutschland sieht die Eiche als Nationalbaum („Deutsche Eiche“) an.
- In Chile gilt die Chilenische Araukarie als Nationalbaum[2] und die Chilenische Wachsglocke (Copihue) als Nationalblume.[3]
- St. Kitts und Nevis hat den Flammenbaum als Nationalpflanze.
- Estland hat die Kornblume und Wales das Hasenglöckchen als Nationalblume.